# Diocese de Santander
A Diocese de Santander (em latim: Dioecesis Santanderiensis) é uma diocese da Igreja Católica da Espanha, sediada na cidade de Santander, na comarca de Santander, comunidade autónoma da  Cantábria. Faz parte da Arquidiocese de Oviedo. Foi fundada em 12 de dezembro de 1754 pelo Papa Bento XIV. Em 2022 contava com uma população católica de 554 000 fiéis, sendo 95,0% da população total, e tinha 331 paróquias.

## História
Em 12 de dezembro de 1754 o Papa Bento XIV cria a Diocese de Santander na Espanha. Em 1861 a Diocese de Santander juntamente com as dioceses de  Calahorra e La Calzada e Pamplona e a Arquidiocese de Burgos perdem territórios para a formação da Diocese de Vitória. Em 1949 a Diocese de Santander e a Diocese de Vitória perdem territórios para a formação da Diocese de Bilbao. Em 1954 a diocese ganha parte do território da Diocese de Oviedo. Ainda em 1954 a diocese tem sua província eclesiástica alterada, passando de Burgos para Oviedo. Em 1955 a Diocese de Santander ganha parte dos territórios da Arquidiocese de Burgos e das dioceses de Leão e Palência.

## Lista de bispos
A seguir uma lista de bispos desde 1754.
|                     | Nome                                  | Período             | Notas                          |
| Bispos de Santander | Bispos de Santander                   | Bispos de Santander | Bispos de Santander            |
| ------------------- | ------------------------------------- | ------------------- | ------------------------------ |
| 19.º                | Arturo Pablo Ros Murgadas             | 2023 - atual        |                                |
| 18.º                | Manuel Sánchez Monge                  | 2015 - 2023         |                                |
| 17.º                | Vicente Jiménez Zamora                | 2007 - 2014         | Nomeado arcebispo de Saragoça  |
| 16.º                | José Vilaplana Blasco                 | 1991 - 2006         | Nomeado bispo de Huelva        |
| 15.º                | Juan Antonio del Val Gallo            | 1971 - 1991         |                                |
| 14.º                | José María Cirarda Lachiondo          | 1968 - 1971         | Nomeado bispo de Córdova       |
| 13.º                | Vincente Puchol Montis                | 1965 - 1967         | Faleceu no cargo               |
| 12.º                | Eugenio Beitia Aldazabal              | 1962 - 1965         | Renunciou                      |
| 11.º                | José María Eguino y Trecu             | 1928 - 1961         | Faleceu no cargo               |
| 10.º                | Juan Plaza y García                   | 1920 - 1927         | Faleceu no cargo               |
| 9.º                 | Vicente Santiago Sánchez de Castro    | 1884 - 1920         | Faleceu no cargo               |
| 8.º                 | Vicente Calvo y Valero                | 1875 - 1884         | Nomeado bispo de Cádiz e Ceuta |
| 7.º                 | José López y Crespo                   | 1859 - 1875         | Faleceu no cargo               |
| 6.º                 | Manuel Ramón Arias Teijeiro de Castro | 1848 - 1859         |                                |
| 5.º                 | Felipe González Abarca, O. de M.      | 1829 - 1842         | Faleceu no cargo               |
| 4.º                 | Juan Nepomuceno Gómez Durán           | 1820 - 1829         | Nomeado bispo de Málaga        |
| 3.º                 | Rafael Tomás Menéndez Luarca          | 1784 - 1820         | Faleceu no cargo               |
| 2.º                 | Francisco Laso Santos de San Pedro    | 1762 - 1783         | Faleceu no cargo               |
| 1.º                 | Francisco Javier Arriaza              | 1755 - 1761         | Faleceu no cargo               |